# Rilevatore di pipistrelli

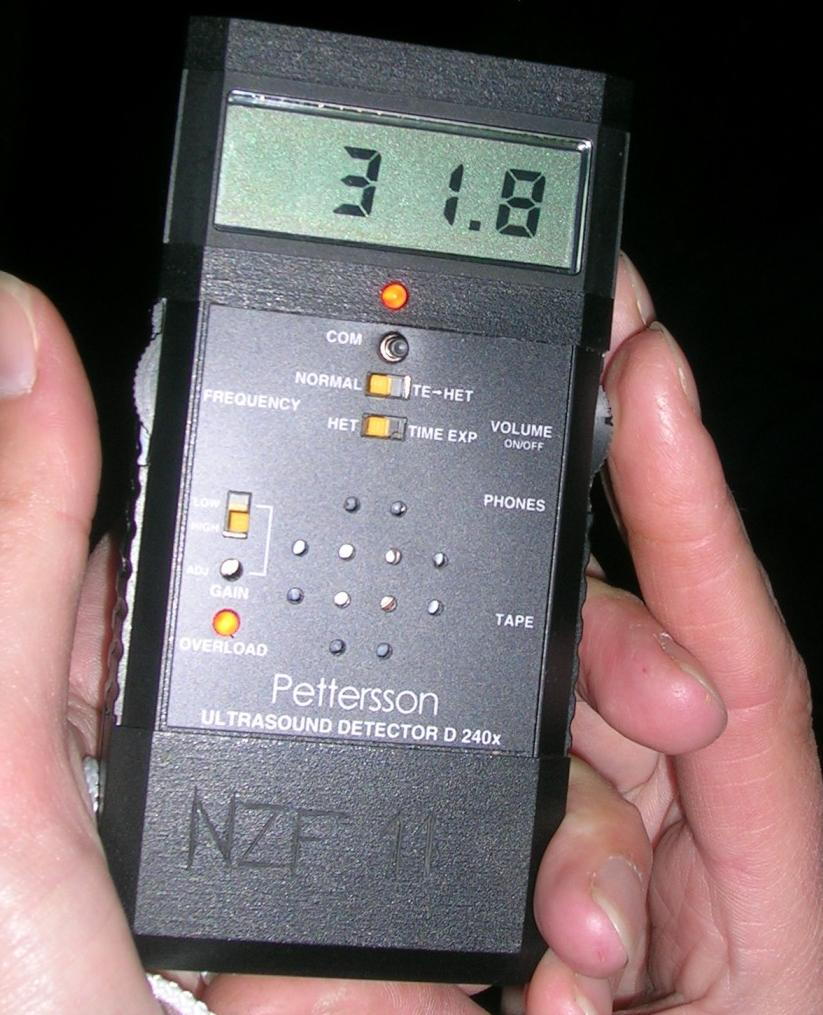
Un rivelatore di pipistrelli

Un rilevatore di pipistrelli è uno strumento in grado di rilevarne la presenza captando gli ultrasuoni da loro emessi per l'ecolocalizzazione, convertendoli a frequenze percepibili dal sistema uditivo umano. Alcuni dispositivi sono in grado di registrare le emissioni dei pipistrelli per poi sottoporle a un'analisi successiva

## Caratteristiche
La sensibilità dell'orecchio umano alle frequenze sonore è limitata a un intervallo compreso all'incirca tra 20 Hz e 16 kHz, mentre le emissioni dei pipistrelli possono essere comprese tra i 12 kHz e i 160 kHz, anche se alcune ricerche hanno dimostrato la presenza di frequenze fino a 250 kHz. Per questo motivo, la gran parte delle emissioni sonore provenienti dai pipistrelli non è udibile da un orecchio umano: per renderle percepibili, i dispositivi devono convertirle a un intervallo di frequenze più basso, generalmente collocato tra i 300 Hz e i 5 kHz.
Nonostante l'estensione delle emissioni soniche e ultrasoniche dei pipistrelli nel dominio della frequenza, ai sensori non è richiesto di giungere fino alle frequenze più estreme, dal momento che molte di queste onde sonore a frequenza più alta sono rapidamente assorbite dall'atmosfera e non giungerebbero comunque al rilevatore. Per questo motivo, la sensibilità di questi dispositivi, nel migliore dei casi, si limita a una larghezza di banda compresa all'incirca tra 15 kHz e 125 kHz.
I rilevatori di pipistrelli sono reperibili in commercio o possono essere oggetto di autocostruzione.